# La Vancelle

La Vancelle este o comună în departamentul Bas-Rhin, Franța. În 1 ianuarie 2022 avea o populație de 403 de locuitori.